# Pamela Tiffin

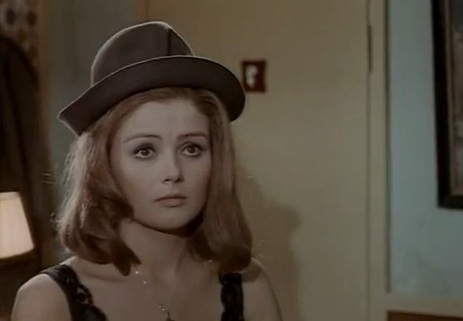
Pamela Tiffin într-o scenă din filmul Creola, ochii-ți ard ca flacăra (1968)

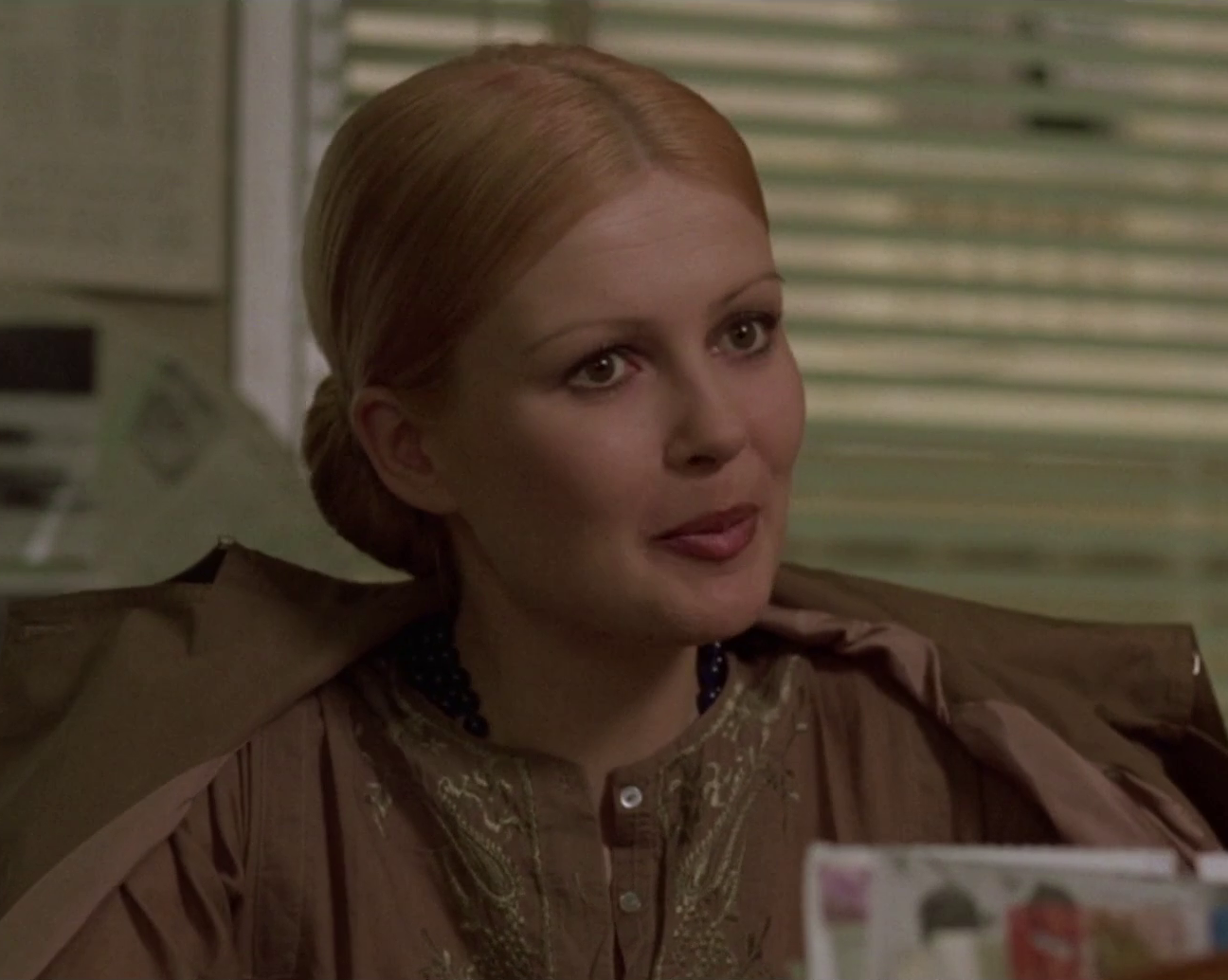
Pamela Tiffin într-o scenă din filmul ...le chiamo tutte "anima mia" (1974)

Pamela Tiffin (n. 13 octombrie 1942, Oklahoma City, Oklahoma, SUA – d. 2 decembrie 2020, New York City, New York, SUA)  a fost o actriță de film și televiziune americană. Printre cele mai cunoscute filme ale sale se numără Vară și fum, Unu, doi, trei (1961), Un delict aproape perfect (1966) și Întâmplări cu Cosa Nostra.

## Biografie
Singurul copil al arhitectului Stanley Wonso și al soției sale Grace, Pamela Tiffin și-a început cariera de model la vârsta de 13 ani. După absolvirea liceului, s-a mutat la New York pentru a-și continua cariera, unde a devenit un model de succes (a fost prezentată pe coperta revistei Vogue)
În 1960, în timp ce vizita Los Angelesul, Tiffin l-a cunoscut pe producătorul Hal B. Wallis, care a invitat-o la o audiție pentru filmul Vară și fum. Înapoindu-se la New York, a aflat că i s-a oferit rolul din film.
Întâmplător, a fost contactată și de Billy Wilder, care a descoperit-o într-o reclamă pentru lenjerie din New York Times. Acest lucru a făcut ca Tiffin să debuteze pe ecran pentru prima dată în filmul Vară și fum din 1961 și apoi să joace în filmul lui Billy Wilder, Unu, doi, trei, alături de James Cagney și Horst Buchholz. Deși a primit laude rezervate din partea criticilor pentru primul film (Vară și fum), ea a câștigat o notorietate mai mare cu filmul Unu, doi, trei. La Globul de Aur din 1962, a fost nominalizată de două ori: pentru Unu, doi, trei ca cea mai bună actriță în rol secundar și pentru Vară și fum ca cea mai bună actriță tânără a anului. Chiar înainte de lansarea primelor ei două filme, Tiffin a început să filmeze al treilea film, State Fair.
În 1962, Tiffin l-a cunoscut pe Clay Felker, un editor la Esquire, cu care s-a căsătorit în același an. A vrut să renunțe la actorie pentru a avea o familie, dar soțul ei a încurajat-o să continue. A făcut câteva filme și seriale TV și s-a mutat în Italia în 1967 fără soțul ei. Multe dintre filmele realizate acolo nu au fost lansate în Statele Unite. Căsătoria cu Felker s-a încheiat prin divorț în 1969.
În februarie 1969, ediția americană a Playboy a publicat o serie de fotografii cu Pamela Tiffin, îmbrăcată sumar, despre care actrița era foarte nemulțumită. Playboy îi făcuse deja mai multe oferte, oferind până la 100.000 de dolari pentru pozări, dar Tiffin nu le-a răspuns. Când a primit oferta de a apărea într-un film fără acoperire, a pus o presupusă prietenă să-i facă poze. Nesimțindu-se în largul ei cu rezultatul, ea a refuzat rolul. Pozele au ajuns însă la Playboy, care le-a tipărit în galeria foto cu pricina. Tiffin s-a abținut să ia măsuri legale pentru a evita să atragă atenția asupra problemei.
În 1974, Tiffin s-a căsătorit cu Edmondo Danon și și-a încheiat cariera cinematografică. Cuplul a născut două fiice, Echo și Aurora (n. 1981), și a trăit în New York și Illinois. Tiffin a făcut o ultimă apariție în documentarul „Abel Ferrara: Not Guilty” (2003).

## Filmografie selectivă
- 1960 Music of Williamsburg, scurtmetraj
- 1961 Vară și fum (Summer and Smoke), regia Peter Glenville
- 1961 Unu, doi, trei (One, Two, Three), regia Billy Wilder
- 1962 State Fair, regia José Ferrer
- 1963 Appuntamento fra le nuvole (Come Fly with Me), regia Henry Levin
- 1964 For Those Who Think Young, regia Leslie H. Martinson
- 1964 Gli impetuosi (The Lively Set), regia Jack Arnold
- 1964 Căutătorii de plăceri (The Pleasure Seekers), regia Jean Negulesco
- 1965 La carovana dell'alleluia (The Hallelujah Trail), regia John Sturges
- 1965 Azi, mâine, poimâine (Oggi, domani, dopodomani), episodul La moglie bionda, regia Luciano Salce
- 1966 Harper, regia Jack Smight
- 1966 Un delict aproape perfect (Delitto quasi perfetto), regia Mario Camerini
- 1968 I protagonisti, regia Marcello Fondato
- 1968 Creola, ochii-ți ard ca flacăra (Straziami ma di baci saziami), regia Dino Risi
- 1969 L'arcangelo, regia Giorgio Capitani
- 1969 Riprendiamoci Forte Alamo! (Viva Max), regia Jerry Paris
- 1971 Întâmplări cu Cosa Nostra (Cose di Cosa Nostra), regia Steno
- 1971 Un viking vine din sud (Il vichingo venuto dal sud), regia Steno
- 1971 Giornata nera per l'ariete, regia Luigi Bazzoni
- 1972 E se per caso una mattina..., regia Vittorio Sindoni
- 1973 Los amigos, regia Paolo Cavara
- 1973 Amore mio, uccidimi!, regia Franco Prosperi
- 1973 La signora è stata violentata!, regia Vittorio Sindoni
- 1974 Brigitte, Laura, Ursula, Monica, Raquel, Litz, Maria, Florinda, Barbara, Claudia e Sofia, le chiamo tutte "anima mia", regia Mauro Ivaldi